# Judo aux Jeux olympiques d'été de 2024
Navigation
Tokyo 2020 Los Angeles 2028
Les épreuves de judo aux Jeux olympiques d'été de 2024 se déroulent du 27 juillet au 3 août 2024 à l'Arena Champ-de-Mars à Paris, en France. Il s'agit de la 15e apparition du judo aux Jeux olympiques.

## Lieu de la compétition
Le Grand Palais éphémère, nommé Arena Champ-de-Mars à l'occasion des Jeux, est construit face à la tour Eiffel sur le Champ-de-Mars dans le but d'accueillir les expositions et les événements culturels pendant la durée des travaux de rénovation du Grand Palais. Il ouvre ses portes le 12 juin 2021.
Outre les épreuves de judo, il accueillera également celles de lutte et, lors des Jeux paralympiques, les épreuves de judo et de rugby-fauteuil.

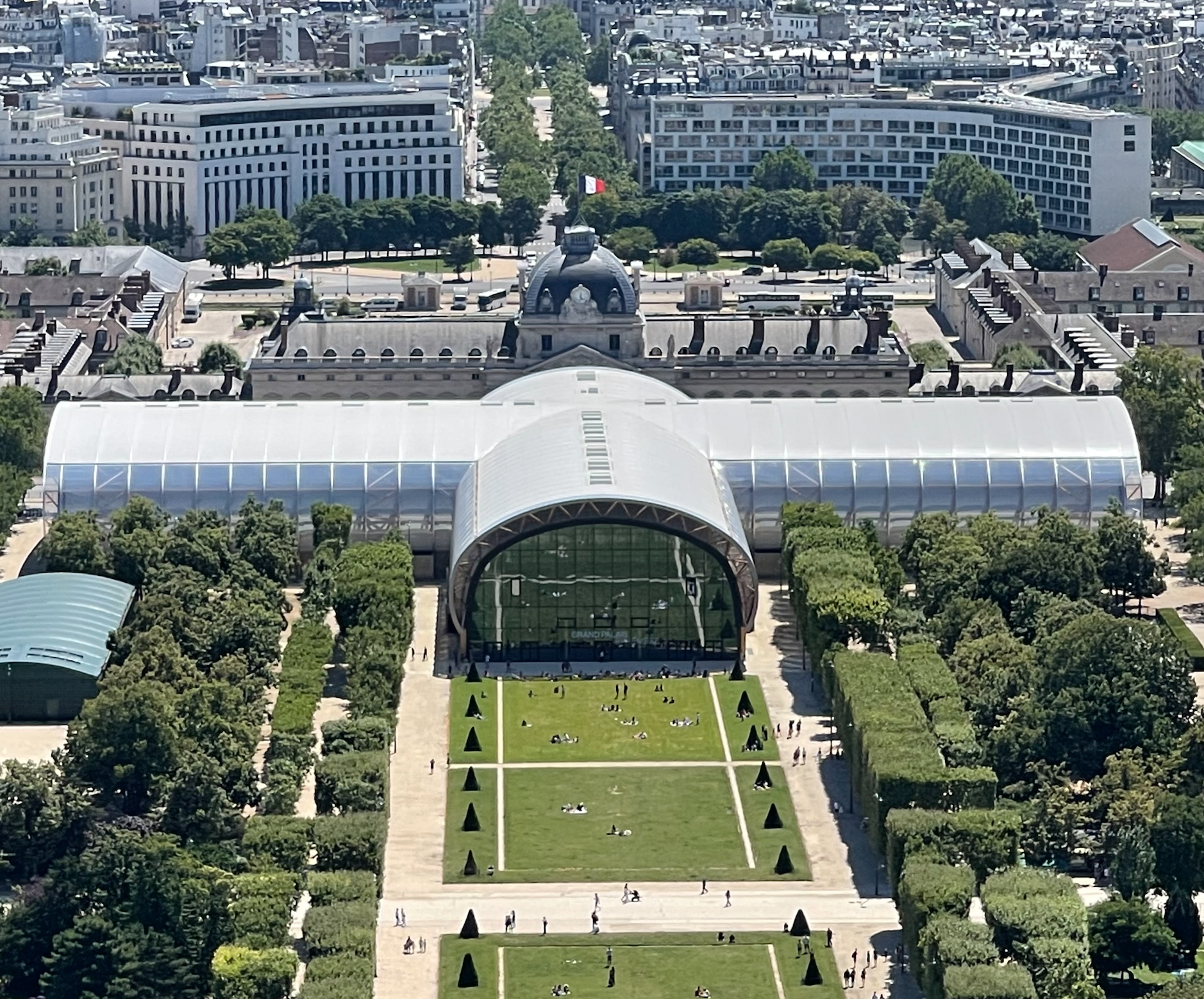
Vue aérienne du Grand Palais éphémère

## Qualification
372 judokas, 186 hommes et 186 femmes, participent aux jeux olympiques de 2024 (contre 386 en 2020). 
Chaque comité national olympique ne peut avoir qu'un seul concurrent par catégorie de poids, soit au maximum 14 judokas. 
Les quotas sont attribués comme suit : 
- les 17 premiers pays dans le classement mondial par catégorie de poids obtiennent un quota ;
- 100 quotas sont attribués sur la base de la représentation continentale (un quota continental maximum par pays) ;
- 5 quotas permettent de compléter une équipe mixte qui n'aurait qualifié que cinq athlètes (un quota maximum par continent) ;
- 15 quotas sont attribués au titre de l'universalité[2].

## Calendrier
| Épreuve ↓ / Date → | Épreuve ↓ / Date → | Sa 27 | Sa 27 | Di 28 | Di 28 | Lu 29 | Lu 29 | Ma 30 | Ma 30 | Me 31 | Me 31 | Je 1er | Je 1er | Ve 2 | Ve 2 | Sa 3 | Sa 3 |
| Épreuve ↓ / Date → | Épreuve ↓ / Date → | M     | A     | M     | A     | M     | A     | M     | A     | M     | A     | M      | A      | M    | A    | M    | A    |
| ------------------ | ------------------ | ----- | ----- | ----- | ----- | ----- | ----- | ----- | ----- | ----- | ----- | ------ | ------ | ---- | ---- | ---- | ---- |
| Hommes             | Moins de 60 kg     | Q     | F     |       |       |       |       |       |       |       |       |        |        |      |      |      |      |
| Hommes             | Moins de 66 kg     |       |       | Q     | F     |       |       |       |       |       |       |        |        |      |      |      |      |
| Hommes             | Moins de 73 kg     |       |       |       |       | Q     | F     |       |       |       |       |        |        |      |      |      |      |
| Hommes             | Moins de 81 kg     |       |       |       |       |       |       | Q     | F     |       |       |        |        |      |      |      |      |
| Hommes             | Moins de 90 kg     |       |       |       |       |       |       |       |       | Q     | F     |        |        |      |      |      |      |
| Hommes             | Moins de 100 kg    |       |       |       |       |       |       |       |       |       |       | Q      | F      |      |      |      |      |
| Hommes             | Plus de 100 kg     |       |       |       |       |       |       |       |       |       |       |        |        | Q    | F    |      |      |
| Femmes             | Moins de 48 kg     | Q     | F     |       |       |       |       |       |       |       |       |        |        |      |      |      |      |
| Femmes             | Moins de 52 kg     |       |       | Q     | F     |       |       |       |       |       |       |        |        |      |      |      |      |
| Femmes             | Moins de 57 kg     |       |       |       |       | Q     | F     |       |       |       |       |        |        |      |      |      |      |
| Femmes             | Moins de 63 kg     |       |       |       |       |       |       | Q     | F     |       |       |        |        |      |      |      |      |
| Femmes             | Moins de 70 kg     |       |       |       |       |       |       |       |       | Q     | F     |        |        |      |      |      |      |
| Femmes             | Moins de 78 kg     |       |       |       |       |       |       |       |       |       |       | Q      | F      |      |      |      |      |
| Femmes             | Plus de 78 kg      |       |       |       |       |       |       |       |       |       |       |        |        | Q    | F    |      |      |
| Mixte              | Par équipes        |       |       |       |       |       |       |       |       |       |       |        |        |      |      | Q    | F    |

| - M : combats le matin - A : combats l'après-midi - Q : éliminatoires et quarts de finales - F : repêchages, demi-finales et combats pour les médailles |

## Podiums
| Épreuve         | Or                       | Argent                        | Bronze                          |
| --------------- | ------------------------ | ----------------------------- | ------------------------------- |
| Hommes          |                          |                               |                                 |
| Moins de 60 kg  | Yeldos Smetov (KAZ)      | Luka Mkheidze (FRA)           | Ryuju Nagayama (JPN)            |
| Moins de 60 kg  | Yeldos Smetov (KAZ)      | Luka Mkheidze (FRA)           | Francisco Garrigós (ESP)        |
| Moins de 66 kg  | Hifumi Abe (JPN)         | Willian Lima (BRA)            | Gusman Kyrgyzbayev (en) (KAZ)   |
| Moins de 66 kg  | Hifumi Abe (JPN)         | Willian Lima (BRA)            | Denis Vieru (MDA)               |
| Moins de 73 kg  | Hidayət Heydərov (AZE)   | Joan-Benjamin Gaba (FRA)      | Soichi Hashimoto (JPN)          |
| Moins de 73 kg  | Hidayət Heydərov (AZE)   | Joan-Benjamin Gaba (FRA)      | Adil Osmanov (MDA)              |
| Moins de 81 kg  | Takanori Nagase (JPN)    | Tato Grigalashvili (GEO)      | Lee Joon-hwan (KOR)             |
| Moins de 81 kg  | Takanori Nagase (JPN)    | Tato Grigalashvili (GEO)      | Somon Makhmadbekov (TJK)        |
| Moins de 90 kg  | Lasha Bekauri (GEO)      | Sanshiro Murao (JPN)          | Maxime-Gaël Ngayap Hambou (FRA) |
| Moins de 90 kg  | Lasha Bekauri (GEO)      | Sanshiro Murao (JPN)          | Theódoros Tselídis (GRE)        |
| Moins de 100 kg | Zelym Kotsoiev (AZE)     | Ilia Sulamanidze (en) (GEO)   | Peter Paltchik (ISR)            |
| Moins de 100 kg | Zelym Kotsoiev (AZE)     | Ilia Sulamanidze (en) (GEO)   | Muzaffarbek Turoboyev (UZB)     |
| Plus de 100 kg  | Teddy Riner (FRA)        | Kim Min-jong (KOR)            | Temur Rakhimov (TJK)            |
| Plus de 100 kg  | Teddy Riner (FRA)        | Kim Min-jong (KOR)            | Alisher Yusupov (en) (UZB)      |
| Femmes          |                          |                               |                                 |
| Moins de 48 kg  | Natsumi Tsunoda (JPN)    | Bavuudorjiin Baasankhüü (MGL) | Shirine Boukli (FRA)            |
| Moins de 48 kg  | Natsumi Tsunoda (JPN)    | Bavuudorjiin Baasankhüü (MGL) | Tara Babulfath (SWE)            |
| Moins de 52 kg  | Diyora Keldiyorova (UZB) | Distria Krasniqi (KOS)        | Larissa Pimenta (BRA)           |
| Moins de 52 kg  | Diyora Keldiyorova (UZB) | Distria Krasniqi (KOS)        | Amandine Buchard (FRA)          |
| Moins de 57 kg  | Christa Deguchi (CAN)    | Huh Mi-mi (KOR)               | Sarah-Léonie Cysique (FRA)      |
| Moins de 57 kg  | Christa Deguchi (CAN)    | Huh Mi-mi (KOR)               | Haruka Funakubo (JPN)           |
| Moins de 63 kg  | Andreja Leški (SLO)      | Prisca Awiti Alcaraz (MEX)    | Clarisse Agbegnenou (FRA)       |
| Moins de 63 kg  | Andreja Leški (SLO)      | Prisca Awiti Alcaraz (MEX)    | Laura Fazliu (KOS)              |
| Moins de 70 kg  | Barbara Matić (CRO)      | Miriam Butkereit (GER)        | Michaela Polleres (AUT)         |
| Moins de 70 kg  | Barbara Matić (CRO)      | Miriam Butkereit (GER)        | Gabriella Willems (BEL)         |
| Moins de 78 kg  | Alice Bellandi (ITA)     | Inbar Lanir (ISR)             | Ma Zhenzhao (CHN)               |
| Moins de 78 kg  | Alice Bellandi (ITA)     | Inbar Lanir (ISR)             | Patrícia Sampaio (POR)          |
| Plus de 78 kg   | Beatriz Souza (BRA)      | Raz Hershko (ISR)             | Kim Ha-yun (KOR)                |
| Plus de 78 kg   | Beatriz Souza (BRA)      | Raz Hershko (ISR)             | Romane Dicko (FRA)              |
| Mixte           |                          |                               |                                 |
| Par équipes     | France                   | Japon                         | Brésil                          |
| Par équipes     | France                   | Japon                         | Corée du Sud                    |

## Tableau des médailles
- Pays organisateur (France)

| Rang  | Nation       | Or | Argent | Bronze | Total |
| ----- | ------------ | -- | ------ | ------ | ----- |
| 1     | Japon        | 3  | 2      | 3      | 8     |
| 2     | France       | 2  | 2      | 6      | 10    |
| 3     | Azerbaïdjan  | 2  | 0      | 0      | 2     |
| 4     | Géorgie      | 1  | 2      | 0      | 3     |
| 5     | Brésil       | 1  | 1      | 2      | 4     |
| 6     | Ouzbékistan  | 1  | 0      | 2      | 3     |
| 7     | Kazakhstan   | 1  | 0      | 1      | 2     |
| 8     | Canada       | 1  | 0      | 0      | 1     |
| 8     | Slovénie     | 1  | 0      | 0      | 1     |
| 8     | Croatie      | 1  | 0      | 0      | 1     |
| 8     | Italie       | 1  | 0      | 0      | 1     |
| 12    | Corée du Sud | 0  | 2      | 3      | 5     |
| 13    | Israël       | 0  | 2      | 1      | 3     |
| 14    | Kosovo       | 0  | 1      | 1      | 2     |
| 15    | Mongolie     | 0  | 1      | 0      | 1     |
| 15    | Mexique      | 0  | 1      | 0      | 1     |
| 15    | Allemagne    | 0  | 1      | 0      | 1     |
| 18    | Moldavie     | 0  | 0      | 2      | 2     |
| 18    | Tadjikistan  | 0  | 0      | 2      | 2     |
| 20    | Suède        | 0  | 0      | 1      | 1     |
| 20    | Espagne      | 0  | 0      | 1      | 1     |
| 20    | Grèce        | 0  | 0      | 1      | 1     |
| 20    | Autriche     | 0  | 0      | 1      | 1     |
| 20    | Belgique     | 0  | 0      | 1      | 1     |
| 20    | Chine        | 0  | 0      | 1      | 1     |
| 20    | Portugal     | 0  | 0      | 1      | 1     |
| Total | Total        | 15 | 15     | 30     | 60    |